# Saint-Fargeol
Saint-Fargeol är en kommun i departementet Allier i regionen Auvergne-Rhône-Alpes i de centrala delarna av Frankrike. Kommunen ligger  i kantonen Marcillat-en-Combraille som ligger i arrondissementet Montluçon. År 2022 hade Saint-Fargeol 187 invånare.

## Befolkningsutveckling
Antalet invånare i kommunen Saint-Fargeol
Referens: INSEE